# Fulford (Staffordshire)
Pour les articles homonymes, voir Fulford.
Fulford est un village et une paroisse civile du Staffordshire, en Angleterre.